# The Day the Earth Stood Stupid
The Day the Earth Stood Stupid (рус.  «День, когда Земля отупела») — седьмой эпизод третьего сезона мультсериала «Футурама». Североамериканская премьера этого эпизода состоялась 18 февраля 2001 года.

## Сюжет
На Землю с планеты Твинис-12 прилетают ужасные огромные летающие мозги — мозголи. Они подавляют все мысли и делают всех разумных существ на Земле гораздо тупее (кроме Фрая).
Ещё одна новость: Зубастик на самом деле оказывается не самым тупым животным в Новом Нью-Йорке, а сверхразумным существом, представителем самой древней цивилизации — нибблонианцев. Вместе с Лилой они летят на родную планету Зубастика, где собирают космический флот и летят выручать Землю. Лила узнаёт, что только Фрай способен остановить мозголей, потому что он избранный. И рассказать ему об этом должна именно Лила. Фрай должен победить самого большого мозголя, чтобы остановить остальных. Но, оказавшись на Земле, Лила сама становится такой же тупой, как и все, но кое-как наводит Фрая на мысль о необходимости уничтожить главного мозголя.
Фрай отправляется в библиотеку, где и находит самого главного мозголя, и ему удаётся перехитрить его и прогнать. Все остальные мозголи падают замертво, и нибблонианцы съедают их. Серия заканчивается словами Зубастика что раз все на планете Земля вернулось на свои места, и никто не помнит что произошло, но лишь Фрай помнит этого, но никто не собирается ему верить и слушать, а сам Зубастик возвращается в роли питомца Лилы.

## Персонажи
Список новых или периодически появляющихся персонажей сериала
- Дебют: Большой мозг
- Дебют: Фиона
- Дебют: Кен
- Дебют: Гипножаба
- Линда
- Морбо
- Зубастик
- Дэйв Шпигель и Флафферз

## Интересные факты